# Xenopoecilus oophorus
The egg-carrying buntingi (Xenopoecilus oophorus) là một loài cá thuộc họ Adrianichthyidae. Nó là loài đặc hữu của Indonesia.